# Szakai Juki
Szakai Juki (坂井 優紀; Hepburn: Sakai Yuki) (Csiba prefektúra, 1989. január 10. –) japán válogatott labdarúgó.

## Klub
A labdarúgást a Tasaki Perule FC csapatában kezdte. 2007 és 2008 között a Tasaki Perule FC csapatában játszott. 29 bajnoki mérkőzésen lépett pályára és 3 gólt szerzett. 2009-ben az INAC Kobe Leonessa csapatához szerződött. 24 bajnoki mérkőzésen lépett pályára. 2012-ben a Mynavi Vegalta Sendai csapatához szerződött.

## Nemzeti válogatott
A japán U20-as válogatott tagjaként részt vett a 2008-as U20-as világbajnokságon.
2011-ben debütált a japán válogatottban. A japán válogatottban 1 mérkőzést játszott.

## Statisztika
| Japán válogatott | Japán válogatott | Japán válogatott |
| Időszak          | Mérk.            | gól              |
| ---------------- | ---------------- | ---------------- |
| 2011             | 1                | 0                |
| Összesen         | 1                | 0                |

## Sikerei, díjai
Klub
- Japán bajnokság: 2011